# Manuel Pavía y Lacy
Manuel Pavía y Lacy (Granada, 6 de julio de 1814 - Madrid, 22 de octubre de 1896) fue un militar español que ostentó el título de I marqués de Novaliches.

## Biografía
Nacido el 6 de julio de 1814 en Granada, estudió en colegio Jesuita de Valencia hasta que entró en la Academia de Artillería de Segovia. En 1833 alcanzó el grado de lugarteniente en la guardia de la reina Isabel II, y durante la Primera Guerra Carlista pasó a ser general de división, con tan solo 26 años. El Partido Moderado le nombró ministro de Guerra en 1847, siendo enviado a Cataluña, donde sus esfuerzos para contener la rebelión carlista no tuvieron éxito. Fue nombrado senador en 1845 y marqués en fecha desconocida de 1848.
Fue enviado a Manila en 1852 como capitán general de las Filipinas. En abril de 1854 aplastó una insurrección y realizó varias reformas útiles. En su retorno a España, se casó con la condesa de Santa Isabel y comandó las reservas peninsulares durante la guerra de África. Rechazó la cartera de ministro de la Guerra en dos ocasiones. Esta le había sido ofrecida por los mariscales O'Donnell y Narváez. Tras rechazar la cartera de guerra, formó un gabinete de moderados en 1864 que tan solo duró unos días. Se ofreció para aplastar la insurrección en Madrid del 22 de junio de 1866 y cuando la revolución estalló en septiembre de 1868, aceptó el mando de las tropas de la reina Isabel. Fue derrotado por el mariscal Serrano en la batalla del Puente de Alcolea del 28 de septiembre de 1868, en la que fue herido en la cara, quedando totalmente desfigurado. Se apartó durante La Gloriosa. La Restauración hizo al marqués de Novaliches senador, y el nuevo rey Alfonso XII de España le otorgó el grado de caballero del Orden del Toisón de Oro. Había sido agraciado previamente con la Cruz Laureada de la Real y Militar Orden de San Fernando.
Falleció en Madrid el día 22 de octubre de 1896.